# 沙鵬
沙鵬（1470年—？），字騰霄，直隸揚州府江都縣人，明朝政治人物。

## 生平
弘治十一年（1498年）中式戊午科應天鄉試第一百五名舉人。弘治十二年（1499年）聯捷己未科會試第一百三名，三甲二十九名進士。弘治十八年（1505年）五月，授湖廣道監察御史。
正德六年（1511年）春正月，陞河南按察司副使。复除山西副使，十五年（1520年）十一月官至福建按察使。

## 事跡
曾祖沙川，鸿胪寺左寺丞；祖沙洪，鸿胪寺序班；父沙宁。母丁氏；继母伍氏。具庆下。兄鸞、凤、鹍。弟孝祖（译字官）、鶴、鵠、鹓、鹗、鸷。
沙鵬為回族，沙乃回族大姓。在福州任職期間，曾整修福州清真寺。